# Де Фалько, Грегорио
Грегорио Мария де Фалько (итал. Gregorio Maria de Falco; род. 8 марта 1965 года, Неаполь, Италия) — итальянский военно-морской офицер и политик, бывший член Сената Италии. Наиболее известен своей карьерой в итальянском военно-морском флоте, где участвовал в попытке решить проблему катастрофы круизного лайнера «Коста Конкордия» в январе 2012 года.

## Биография и карьера
Родился 8 марта 1965 года в Неаполе.
После окончания юридического факультета Миланского университета, в 1994 году поступил в Корпус капитанов портов в Ливорно, где учился в Военно-морской академии.
В 2000 году покинул Ливорно и присоединился к капитанству в Генуе.
В звании лейтенанта де Фалько был назначен командованием в Санта-Маргерита-Лигуре, где он находился с 2003 по 2005 год.

### Крушение «Коста Конкордии»
13 января 2012 года круизный лайнер «Коста Конкордия», принадлежащий судоходной компании «Costa Crociere» и под командованием капитана Франческо Скеттино, столкнулся с рифами в водах острова Джильо, пробив в левому борту пробоину длиной 53 метра, после чего последовало частичное затопление корабля.
Де Фалько, возглавлявший капитанство в Ливорно, взял на себя координацию спасения попавшего в затруднительное положение круизное судно. Во время радио- и телефонной связи между операционной комнатой капитанства Ливорно и «Коста Конкордия» де Фалько неоднократно приказывал капитану Скеттино, покинувшему корабль, вернуться на судно и взять на себя ответственность за продолжающуюся эвакуацию пассажиров. Раздраженный приказ Де Фалько: «Vada a bordo, cazzo!» («Вернись на борт, придурок!») стал весьма популярным.
| Фалько   | Я должен был сообщить прокурору, вот срань! |  |
| Фалько   | Алло? |  |
| Скеттино | Да? |  |
| Фалько   | Это де Фалько из Ливорно, капитан? |  |
| Скеттино | неразборчиво |  |
| Фалько   | Алло? |  |
| Скеттино | Да, добрый вечер, капитан. |  |
| Фалько   | Это говорит де Фалько из Ливорно. Я говорю с капитаном? |  |
| Скеттино | Да, добрый вечер, капитан де Фалько, это Скеттино. |  |
| Фалько   | Скеттино? Слушай, Скеттино, там люди, застрявшие на борту. Ты сейчас со своей спасательной шлюпкой направляешься к носу корабля с правого борта. Там есть веревочный трап. Ты должен забраться по нему на борт корабля. Забраться и доложить, сколько там людей. Все ясно? Я записываю этот разговор, капитан Скеттино. |  |
| Скеттино | Понятно… Капитан… дайте объяснить кое-что… |  |
| Фалько   | Говорите громче! Прикройте микрофон руками и говорите громче! Понятно? |  |
| Скеттино | неразборчиво |  |
| Фалько   | Понятно! Там люди… слушай! Там люди спускаются по веревочному трапу. Ты должен забраться по нему на корабль и доложить мне, сколько там людей и что там на борту! Понятно? Сообщить, есть ли там дети, женщины или кто-либо нуждающийся в медицинской помощи. Доложишь, сколько их.                                     |  |
| Фалько   | Послушай Скеттино, ты, может, спасся от воды, но я тебя достану…и устрою… я тебе устрою такие проблемы. Быстро вернулся на борт, блядь! |  |
| Скеттино | Капитан… пожалуйста… |  |
| Фалько   | Никаких пожалуйста! Ты сейчас возвращаешься на борт. |  |
| Скеттино | Я тут, на спасательной шлюпке, я тут, я никуда не уплывал. Я тут. Я… |  |
| Фалько   | Чем ты там занимаешься, капитан? |  |
| Скеттино | Я тут координирую спасательную операцию… |  |
| Фалько   | Что ты там координируешь? Вернулся на борт! Координируй спасательную операцию с корабля! |  |
| Фалько   | Ты отказываешься выполнять приказ? |  |
| Скеттино | Нет, нет, я не отказываюсь… Я… |  |
| Фалько   | Ты отказываешься вернуться на борт, капитан! Можешь назвать мне причину, по которой ты не возвращаешься на борт? |  |
| Скеттино | Потому, что там стоит другая шлюпка… |  |
| Фалько   | Вернулся на борт!!! Это приказ! Ты не имеешь права делать что-либо другое! Ты решил покинуть корабль, теперь я тут главный! И ты возвращаешься на борт!!! Понял?! Пошёл! И позвони, как будешь на борту. Мои спасатели в воздухе там.                                                                                   |  |
| Скеттино | Где ваши спасатели? |  |
| Фалько   | Мои спасатели на борту. Пошёл! Здесь уже есть трупы, Скеттино! |  |
| Скеттино | Сколько там трупов? |  |
| Фалько   | Я не знаю. Я слышал об одном. Ты должен мне сказать сколько! Боже… |  |
| Скеттино | Вы понимаете, тут темно и ничего не видно… |  |
| Фалько   | И что?! Ты хочешь вернуться домой, Скеттино?! Темно и ты хочешь вернуться домой?! Схвати на носу штормтрап и скажи мне, что можно сделать, сколько людей там, какая помощь им требуется? Сейчас же! |  |
| Скеттино | Я со вторым помощником. |  |
| Фалько   | Тогда вы оба возвращаетесь на борт. Оба!!! Как зовут второго помощника? |  |
| Скеттино | Его зовут Димитри… |  |
| Фалько   | Димитри кто? |  |
| Скеттино | Димитри Кристидис |  |
| Фалько   | Ты и твой второй помощник возвращаетесь на борт. Сейчас же! Это ясно? |  |
| Скеттино | Капитан, я хочу вернуться на борт, но тут стоит другая шлюпка со спасателями, она остановилась и дрейфует… Сейчас… Я позвал других спасателей… |  |
| Фалько   | Ты мне об этом говоришь уже час, а теперь, вернись на борт!!! Вернись на борт!!! И доложи, сейчас же доложи мне сколько там людей. |  |
| Скеттино | Хорошо, капитан… Я направляюсь… |  |
| Фалько   | Пошел! Живо! трубка повешена |  |

Несмотря на приказ, на «Коста Конкордию» капитан с помощником так и не вернулись.

### Политическая карьера
Грегорио де Фалько баллотировался в Сенат от Движения пяти звёзд на всеобщих выборах 2018 года и был избран.
Он был членом левого крыла Движения и считается очень близким к председателю Палаты депутатов Италии Роберто Фико. 31 декабря 2018 года де Фалько был исключён из Движения после того, как его обвинили в нескольких нарушениях его этического кодекса. В интервью он заявил, что был исключён за голосование против указа «Decreto sicurezza», и обвинил «Движение пяти звёзд» в отсутствии демократии и свободы выбора.